# Athetis glaucoides
Athetis glaucoides är en fjärilsart som beskrevs av Emilio Berio 1959. Athetis glaucoides ingår i släktet Athetis och familjen nattflyn. Inga underarter finns listade i Catalogue of Life.